# Соболевский, Павел Иосифович
Соболевский Павел Иосифович (родился 8 февраля 1943 г. в д. Забылинье Минского района, умер 19 июня 2020 г. в г.Минске) — советский белорусский математик, доктор технических наук, профессор. Автор более 130 научных работ, в том числе двух монографий.

## Биография
В 1968 г. окончил математический факультет БГУ. В 1975 г. окончил аспирантуру при Институте математики АН БССР. С 1975 г. кандидат физико-математических наук по специальности «Вычислительная математика». С 1994 г. доктор физико-математических наук по специальности «Вычислительная математика».
Основное место работы — Институт математики НАН Беларуси (с 1967 г. до кончины): заведующий лабораторией (с 1986 г.), зав. отделом (с 1993 г.), заместитель директора по научной работе (с 1994 г.).
Преподавание: доцент (с 1988 г.), профессор кафедры уравнений математической физики БГУ.
Присвоены учёные звания старшего научного сотрудника (1983), доцента (1991).
Автор свыше 120 публикаций, из них две монографии (в соавторстве), 7 патентов и 40 авторских свидетельств на изобретения.

### Учёные степени и звания
- Кандидат физико-математических наук, 1975 г.
- Доцент, 1991 г.
- Доктор физико-математических наук, 1994 г.
- Профессор, 2009 г.

## Публикации

### Монографии
- Егоров А. Д., Соболевский П. И., Янович Л. А. Приближенные методы вычисления континуальных интегралов. Минск: Наука и техника, 1985. 310 с.
- Егоров А. Д., Соболевский П. И., Янович Л. А. Функциональные интегралы: приблизительная оценка и приложения.  Дордрехт, 1993. Математика и её приложения, 1993. Vol. 249. 419 с.
- Математика — наука прикладная: 50 лет Институту математики НАН Беларуси / В. И. Берник [и др.]; под общ. ред. И. В. Гайшуна, П. И. Соболевского. Нац. акад. наук Беларуси; Ин-т математики. — Минск: Беларус. наука, 2009. - 413 с.

### Учебные пособия
- Соболевский П. И., Адуцкевич Е. В. Проектирование спецпроцессоров на СБИС: от алгоритма к архитектуре. Минск : БГУ, 2008. — 126 с.

### Основные публикации
1. Соболевский П. И., Рябченко А. В. Проектирование спецпроцессора с архитектурой кольца для численного решения двумерного нестационарного уравнения теплопроводности;
2. Соболевский П. И., Баханович С. В., Горбач А. Н. Оптимизация тайлинга при численном решении одномерного уравнения теплопроводности на кольце процессоров;
3. Соболевский П. И., Баханович С. В. Оптимизация тайлинга для алгоритмов с однородными зависимостями;
4. Соболевский П. И., Лиходед Н. А. Однородные зависимости зернистых алгоритмов;
5. Соболевский П. И., Лиходед Н. А., Толстиков А. А. Коммуникационные операции параллельного алгоритма, порождаемые однородными зависимостями;
6. Соболевский П. И., Лиходед Н. А. Информационная структура зернистых алгоритмов с однородными зависимостями;